# Escalada (Cudillero)
Escalada (en asturiano: La Escalada) es una zona de interés turístico española de la parroquia de San Martín de Luiña, perteneciente al municipio de Cudillero, en la comunidad autónoma de Asturias.

## Toponimia
El lugar puede encontrarse referido como Escalada y La Escalada.

## Demografía
En 2023, la entidad singular de población de Escalada tenía empadronados 77 habitantes, todos ellos en el núcleo de población de ese nombre.